# Pas 777
PAS 777:2013 es una “Especificación Públicamente Disponible" publicada por la British Standards Institution en octubre del 2013 y titulada "Especificación para la calificación y etiquetado de los motores usados de automóviles y unidades de transmisión relacionadas".
El PAS 777 utiliza una evaluación de cinco niveles para seis parámetros del motor, incluyendo compresión, recalentamiento, kilometraje, el estado interno y externo.
Este estárdar fue patrocinado por Sun Partners Company Limited y Kaiho sangyo. 
- PAS 777:2013, ISBN 978 0 580 81161 6